# Ден Ліньлінь
Ден Ліньлінь  (кит.: 邓 琳琳, 21 квітня 1992) — китайська гімнастка, олімпійська чемпіонка.

## Виступи на Олімпіадах
| Олімпіада   | Дисципліна        | Місце             |
| ----------- | ----------------- | ----------------- |
| Пекін 2008  | абсолютний залік  | 9 (кваліфікація)  |
| Пекін 2008  | командний залік   | 1                 |
| Пекін 2008  | вільні врави      | 12 (кваліфікація) |
| Пекін 2008  | різновисокі бруси | 29 (кваліфікація) |
| Пекін 2008  | колода            | 9 (кваліфікація)  |
| Лондон 2012 | абсолютний залік  | 6                 |
| Лондон 2012 | командний залік   | 4                 |
| Лондон 2012 | вільні врави      | 29 r1/2           |
| Лондон 2012 | різновисокі бруси | 24 r1/2           |
| Лондон 2012 | колода            | 1                 |